# Cola pseudoclavata
Cola pseudoclavata là một loài thực vật có hoa trong họ Cẩm quỳ. Loài này được Cheek mô tả khoa học đầu tiên năm 2007.